# Stefan Karpe
 Hans Theodor Stefan Karpe, född 10 oktober 1962 i Hedvig Eleonora församling, Stockholm, är en svensk dirigent och professor i orkesterdirigering vid Uppsala universitet. Karpe studerade för Jorma Panula vid Sibelius-Akademin och höll sin diplomkonsert där 2002 med Gustav Mahlers fjärde symfoni.
Karpe är sedan 2002 director musices vid Uppsala universitet, dirigent för Kungliga Akademiska Kapellet och var 2004–2006  DalaSinfoniettans chefsdirigent.
Han är son till Sven Karpe och Esther Bodin-Karpe.